# Україна на зимових Паралімпійських іграх 2010
Україна на зимових Паралімпійських іграх 2010 у Ванкувері, Канада, представлена 19 спортсменами у 3 видах спорту: біатлоні, лижних перегонах та гірськолижному спорті.

## Склад національної команди
1. Батенкова-Бауман Юлія Вікторівна  — Майстер спорту України міжнародного класу з лижних гонок та біатлону
2. Вовчинський Григорій Васильович  — Майстер спорту України з лижних гонок та біатлону
3. Костюк Юрій Ілліч  — Заслужений майстер спорту України з лижних гонок та біатлону
4. Кононова Олександра Миколаївна  — Майстер спорту України міжнародного класу з лижних гонок
5. Кравітз Євген Ігорович
6. Лещишин Олег Іванович — Майстер спорту України міжнародного класу з легкої атлетики
7. Лук'яненко Віталій Володимирович  — Заслужений майстер спорту України з лижних гонок
8. Мунц Олег Володимирович — Заслужений майстер спорту України з лижних гонок
9. Павленко Людмила Володимирівна  — Майстер спорту України міжнародного класу з лижних гонок
10. Самченко Руслан Іванович  — Кандидат у майстри спорту України з лижних гонок
11. Ситник Віталій Юрійович  — Кандидат у майстри спорту України з лижних гонок
12. Стефурак Надія Василівна  — Майстер спорту України з лижних гонок
13. Тимощенко Тетяна Володимирівна  — Майстер спорту України міжнародного класу з біатлону
14. Трифонова Світлана Миколаївна  — Заслужений майстер спорту України з лижних гонок
15. Уткін Юрій Володимирович
16. Хижняк Сергій Петрович  — Майстер спорту України міжнародного класу з лижних гонок
17. Шишкова Оксана Валеріївна  — Майстер спорту України з біатлону
18. Шульга Дмитро Олегович
19. Юрковська Олена Юріївна  — Заслужений майстер спорту України з лижних гонок

## Медалісти
Золото
| Золото |                     |                                              |
| №      | Спортсмени          | Вид спорту (дисципліна)                      |
| 1      | Олена Юрковська     | Біатлон (переслідування, 2,4 км)             |
| 2      | Віталій Лук'яненко  | Біатлон (переслідування, 3 км)               |
| 3      | Олександра Кононова | Лижні перегони (індивідуальний спринт, 1 км) |
| 4      | Олександра Кононова | Лижні перегони (індивідуальний спринт, 5 км) |
| 5      | Олександра Кононова | Біатлон (індивідуальний спринт, 12,5 км)     |

Срібло
| Срібло |                                                     |                                             |
| №      | Спортсмени                                          | Вид спорту (дисципліна)                     |
| 1      | Юлія Батенкова                                      | Лижні перегони (індивідуальна гонка, 5 км)  |
| 2      | Юрій Костюк                                         | Біатлон (переслідування, 2,4 км)            |
| 3      | Олена Юрковська                                     | Лижні перегони (індивідуальна гонка, 1 км)  |
| 4      | Григорій Вовчинський                                | Біатлон (індивідуальна гонка, 12.5 км)      |
| 5      | Юлія Батенкова                                      | Лижні перегони (індивідуальна гонка, 15 км) |
| 6      | Юрій Костюк Григорій Вовчинський Віталій Лук'яненко | Лижні перегони (естафета, 1х4 км + 2х5 км)  |
| 7      | Олена Юрковська                                     | Біатлон (індивідуальна гонка, 10 км)        |
| 8      | Олена Юрковська Юлія Батенкова Олександра Кононова  | Лижні перегони (естафета, 3х2,5 км)         |

Бронза
| Бронза |                      |                                               |
| №      | Спортсмени           | Вид спорту (дисципліна)                       |
| 1      | Олена Юрковська      | Лижні перегони (індивідуальний спринт, 10 км) |
| 2      | Григорій Вовчинський | Біатлон (переслідування, 3 км)                |
| 3      | Людмила Павленко     | Біатлон (переслідування, 2,4 км)              |
| 4      | Юлія Батенкова       | Біатлон (індивідуальна гонка, 12.5 км)        |
| 5      | Віталій Лук'яненко   | Біатлон (індивідуальна гонка, 12.5 км)        |
| 6      | Григорій Вовчинський | Лижні перегони (індивідуальна гонка, 10 км)   |